# Юнусово (Мечетлінський район)
Юну́сово (рос. Юнусово, башк. Йонос) — присілок у складі Мечетлінського району Башкортостану, Росія. Адміністративний центр Юнусовської сільської ради.
Населення — 457 осіб (2010; 382 в 2002).
Національний склад:
- башкири — 99 %